# Ulick Lupède
Ulick Lupède est un footballeur français, international guadeloupéen, né le 1er juin 1984 à Pointe-à-Pitre.

## Biographie
Ulick Lupède passe professionnel au Mans UC, et dispute 3 matchs en Ligue 1 lors de la saison 2003-2004 avec ce club.
Lupède fait ses débuts avec la Guadeloupe à l'occasion de la Coupe caribéenne des nations 2010. Il jouera tous les matchs de son équipe sauf la demi-finale gagnée 2-1 contre Cuba, jusqu'à la défaite aux tirs au but face à la Jamaïque en finale. Il ne portera plus jamais le maillot guadeloupéen, n'étant sélectionné que pour un match contre le Canada comptant pour le groupe C de la Gold Cup 2011 où il restera sur le banc.
Après être passé au Portugal, notamment au Sporting Clube da Covilhã, il arrive en 2012 au Club omnisports de Saint-Saturnin (DH - Ligue du Maine) et retrouve un ancien Muciste en la personne de Stéphane Samson.